# سمفونی شماره ۳ (پروکفیف)
سرگئی پروکوفیف سمفونی شماره ۳خود را در دو مینور، اپوس. ۴۴، در سال ۱۹۲۸ نوشت. این سمفونی برگرفته از اپرای فرشته آتشین پروکفیف است، یک داستان عشقی تکان دهنده که در پس زمینه تسخیر شیطانی اتفاق می‌افتد.